# 岩国市営美川バス
岩国市営美川バス（いわくにしえいみかわバス）は、山口県岩国市がかつて運行していた自治体バスである。運行開始当初は美川町による「美川町営バス」として運行されていた。
岩国市との合併により岩国市へ引き継がれ、岩国市美川総合支所（旧・玖珂郡美川町）が所管していた。「岩国市営バス美川」（いわくにしえいバスみかわ）とも称される。運営主体（所管）およびその所在地は、岩国市岩国市美川総合支所地域振興課（住所：山口県岩国市美川町四馬神1046-1番地）である。
運行形態は、自家用自動車（白ナンバー）による有償旅客運送の形態を採っていた。2009年4月1日より岩国市生活交通バスとして統合再編された。

## 沿革

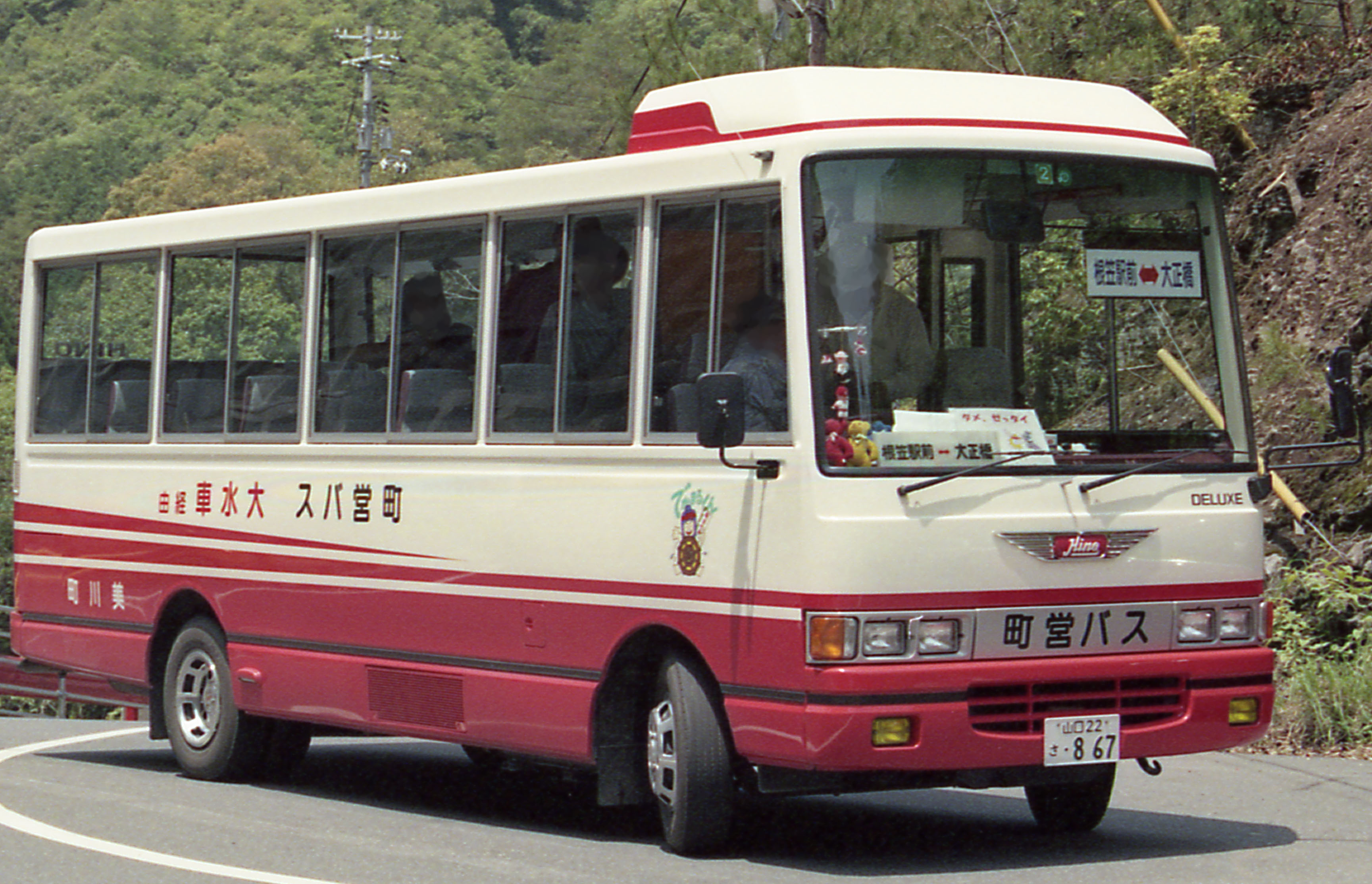
美川町営バス当時の車両
（根笠駅 - 大正橋、1997年）

- 1982年もしくはそれ以降：美川町営バスとして運行開始[注釈 1][3]。
- 2006年（平成18年）3月20日：美川町と岩国市等との対等合併に伴い、岩国市が運行を継承。岩国市営美川バスとなる[4]。
- 2009年（平成21年）4月1日：旧玖珂郡各地域内の自治体バス運行路線網の見直しに伴い、岩国市生活交通バスとしての運行に再編される[3]。

## 路線
廃止されたJRバス中国（旧国鉄自動車部）岩益線の代替等を目的とする1路線と、生活維持路線としてのコミュニティバス路線2路線がある。当バスには全路線が運休となる日がある（毎週水曜日および12月31日から翌年1月2日）。

### 岩益線代替等バス路線
- （根笠駅前通過便）：
小郷橋 - 下椋野 - 南桑本町 - 渡里橋 - 上船津 - 河山駅 - 本郷口 - 平石 /（- 柳瀬橋）
- （岩屋方面回り便）：
小郷橋 -（この間同じ）- 渡里橋 - 根笠駅前 - 山ノ内 - 岩屋 - 大正橋 -（この間折り返し）- 根笠駅前 - 上船津 -（以降同じ）

主に、旧美川町内の国道187号と山口県道5号周東美川線を用いて運行する。国道187号上の運行経路は、廃止されたJR(国鉄)バス岩益線の本線区間の通っていた経路とほぼ同じである。（本郷口 - 平石 は枝線扱い）
錦川鉄道錦川清流線に乗り換え可能な当バスの停留所は、錦川を挟む形でも以下のものが存在する。
- 下椋野：錦川清流線椋野駅と、近傍の橋で連絡。
- 柳瀬橋：錦川清流線柳瀬駅と、柳瀬橋経由で連絡。

なお、上記の運行路線には区間便が設定されており、全ての経路を網羅する運行便がいつも存在している事を示しているわけではない。

### 生活維持路線
谷奥の住民の通院等、最低限の生活維持を目的としていると思われるコミュニティバス路線が存在する。ただし、運行対象となっている現場のバス停留所にのみ、発車予定時刻と行き先の表示がある。（根笠駅前バス停留所には存在表示なし）地元住民からは「けんこう号」の愛称で親しまれている。運賃はどの区間で乗降しても100円である。
佐手・押ヶ谷・奴田原線
- （福田医院 行）：運行経路の全体像は明らかにされていない。
  - 水曜日、金曜日に各1便運行。（以上、渡里橋バス停留所での表示）

猪固屋・藤ヶ谷・天竺線
- （診療所経由 福田医院 行）：運行経路の全体像は明らかにされていない。
  - 火曜日、土曜日に各1便運行。（以上、河山駅バス停留所での表示）

## 岩国市生活交通バスへ再編された旧町村営バス
- 岩国市営玖珂バス
- 岩国市営周東バス
- 岩国市営錦バス
- 岩国市営美川バス
- 岩国市営美和バス
- 岩国市営らかん清流バス

## 車両
日野自動車製の自家用自動車ナンバーの車両が使用されている。車両の左前輪の後ろ位置には「自家用」の表示がある。塗装は紫色と白色を基調にし、ロゴなどを添えてある。